# تامس پالک انشوتس
تامس پالک انشوتس (انگلیسی: Thomas Pollock Anshutz; ۵ اکتبر ۱۸۵۱ – ۱۶ ژوئن ۱۹۱۲) نقاش، و آموزگار اهل ایالات متحده آمریکا بود. او از مدیران آکادمی هنرهای زیبای پنسیلوانیا و از همکاران توماس ایکینز بود. نیمروز آهنگران از آثار مشهور اوست.

## نگارخانه

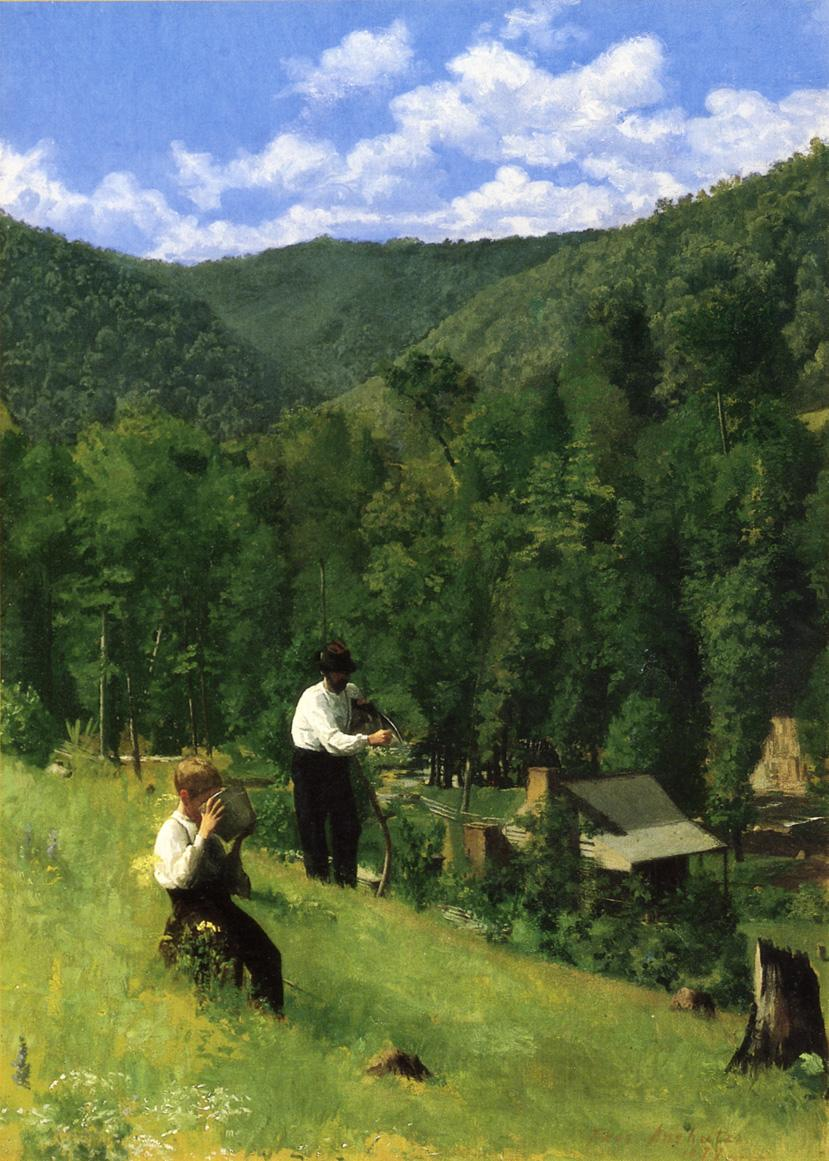
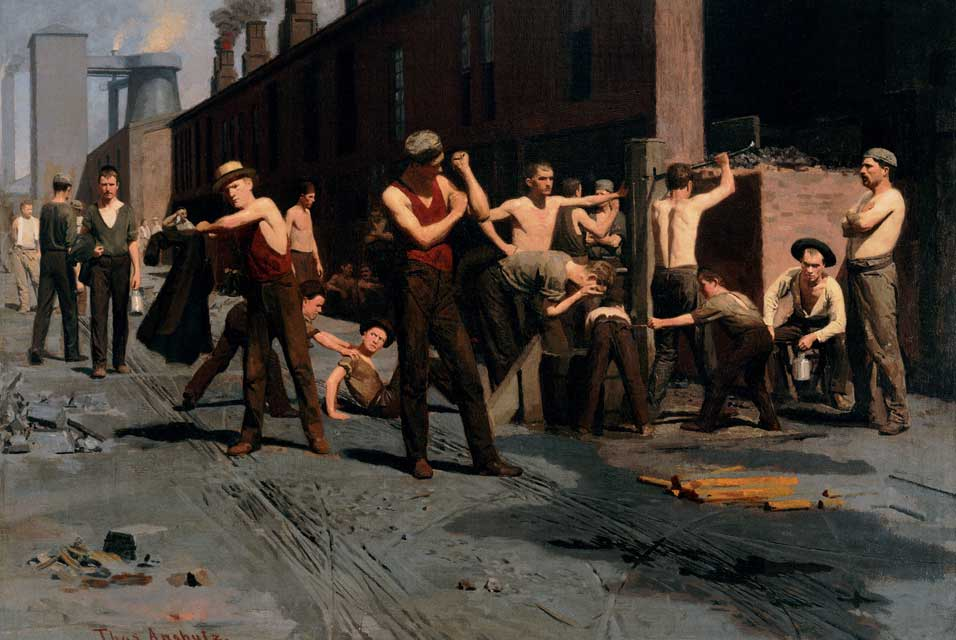
نیمروز آهنگران، ۱۸۸۰
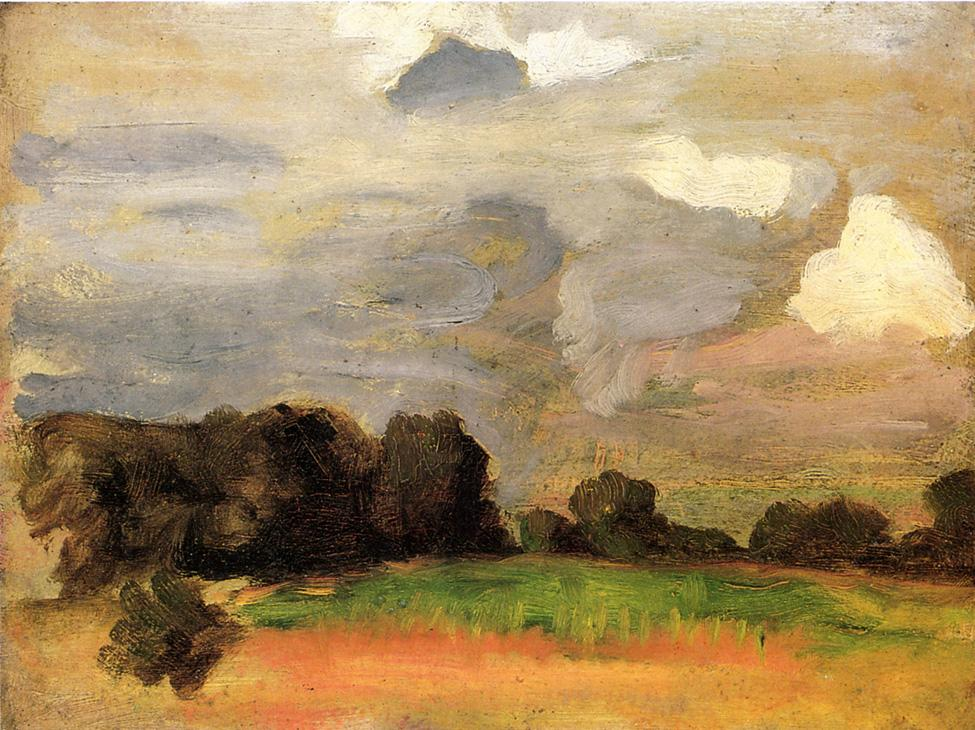
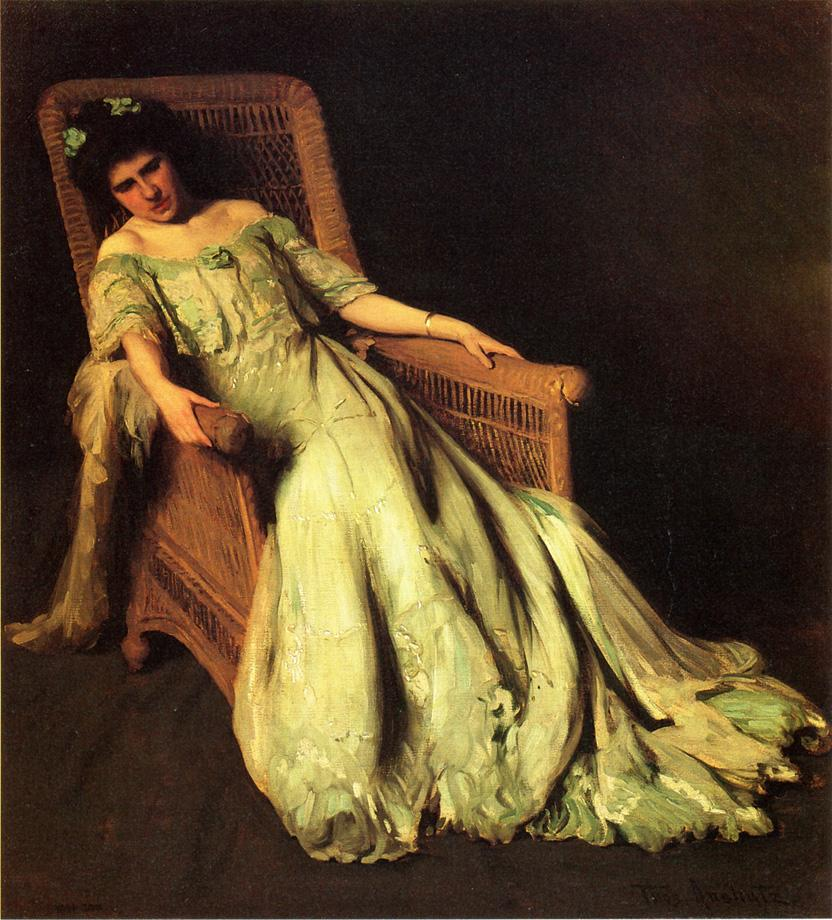
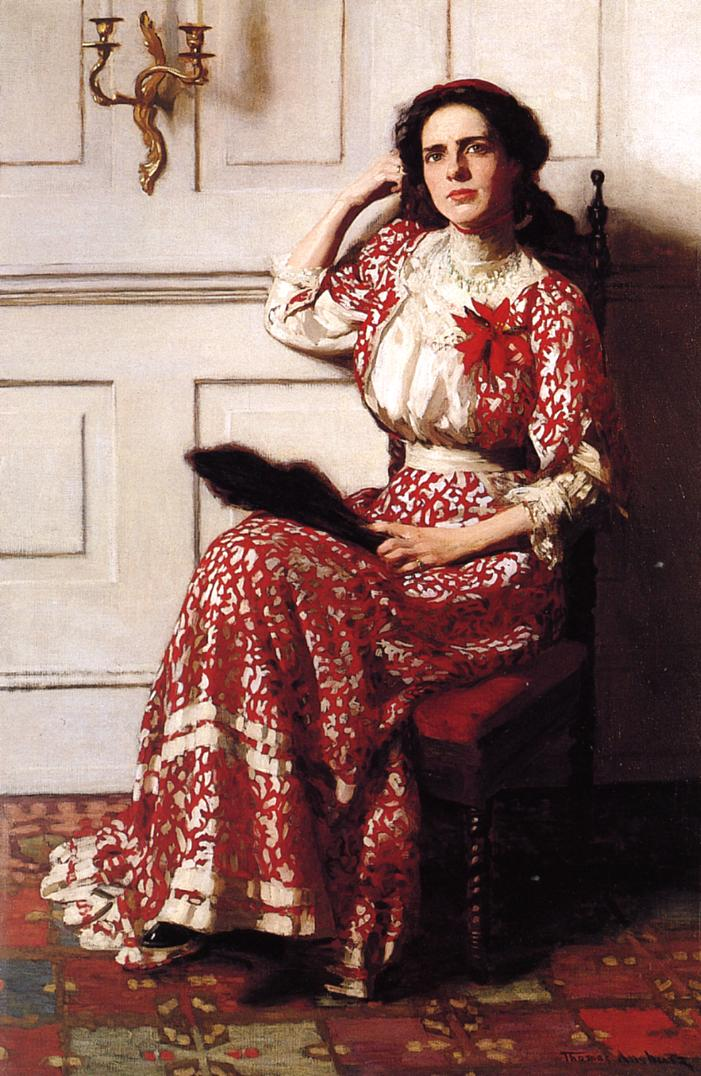
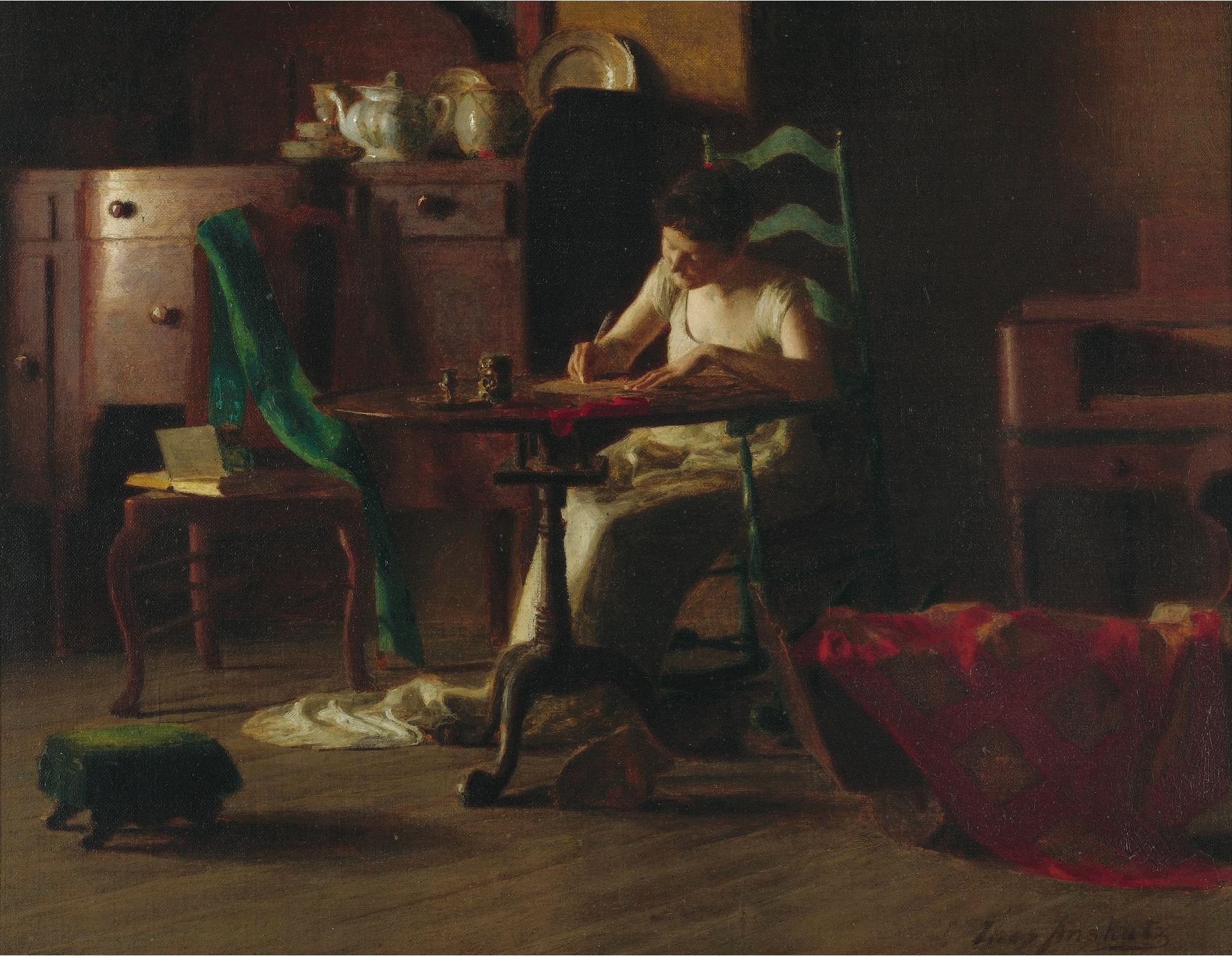
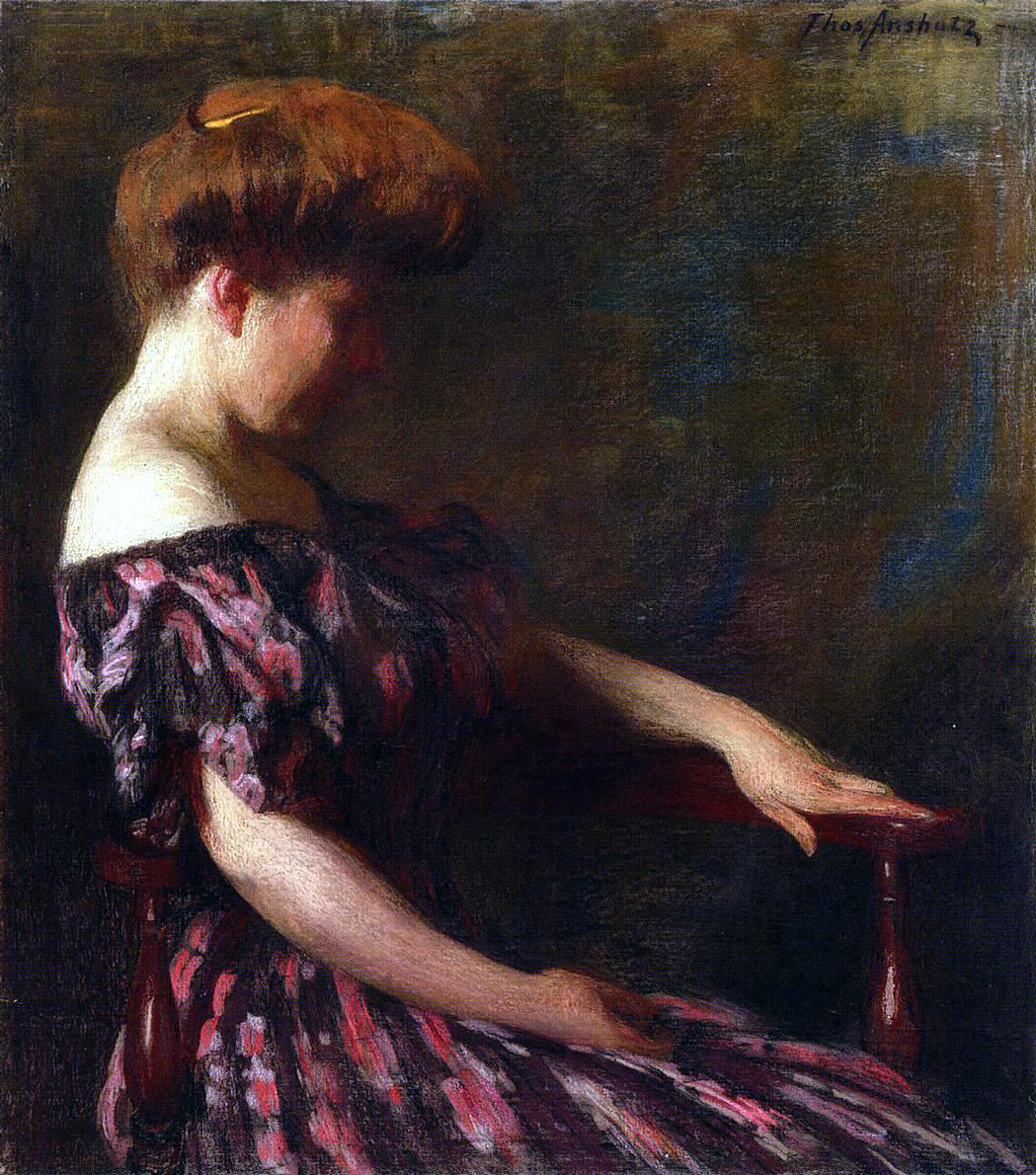
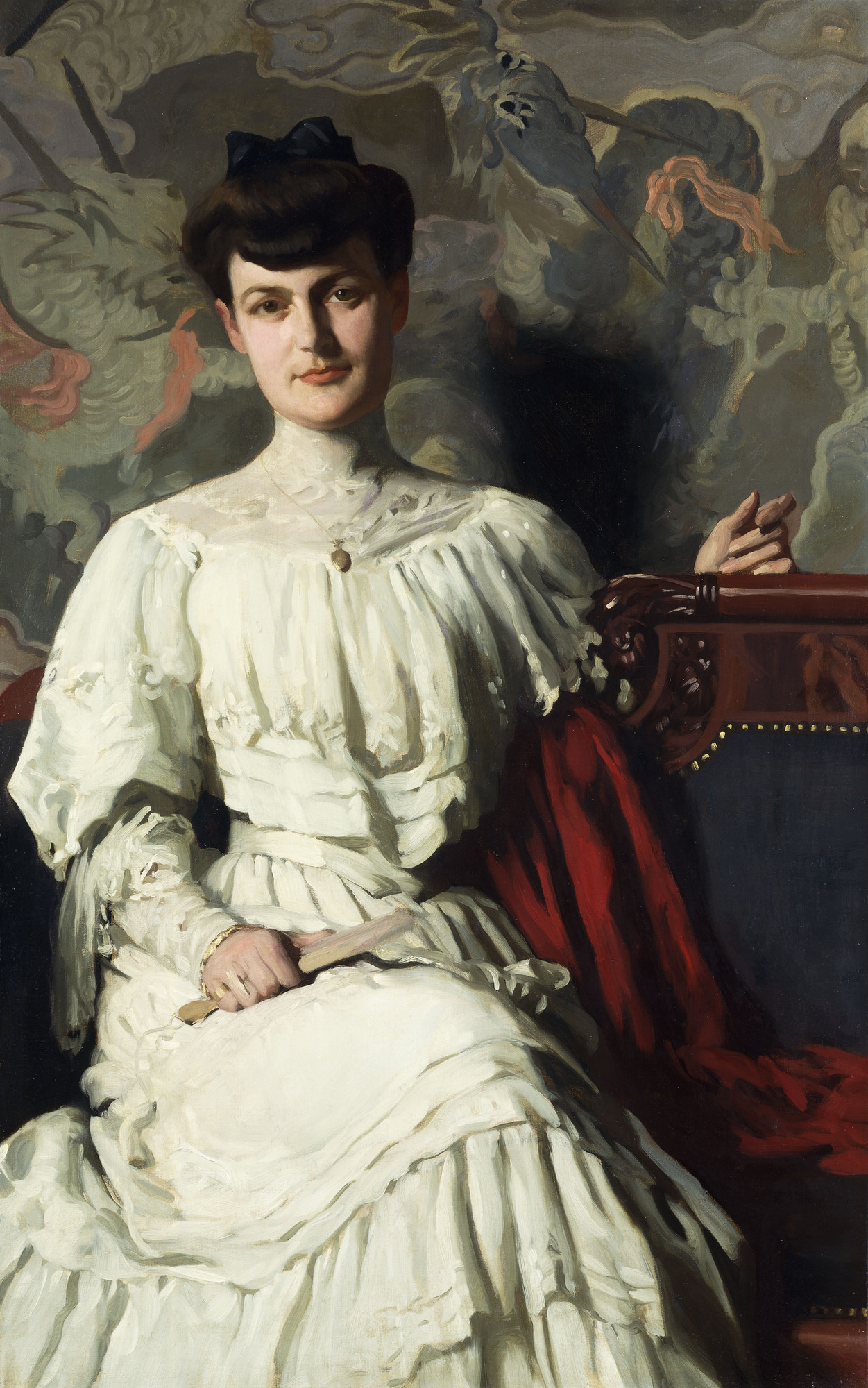